# Henrya tuberculosperma
Henrya tuberculosperma är en akantusväxtart som beskrevs av T.F. Daniel. Henrya tuberculosperma ingår i släktet Henrya och familjen akantusväxter. Inga underarter finns listade i Catalogue of Life.